# Nikołaj Komarow (ur. 1918)
Nikołaj Dmitrijewicz Komarow (ros. Николай Дмитриевич Комаров, ur. 23 listopada 1918, zm. 21 maja 2007) – radziecki działacz państwowy i partyjny.
W latach 1937–1946 pracował w przedsiębiorstwach przemysłu lotniczego, od 1945 należał do WKP(b), 1949 ukończył Wszechzwiązkową Akademię Handlu Zagranicznego. Od 1949 pracownik organizacji handlu zagranicznego, od 1955 pracownik aparatu Ministerstwa Handlu Zagranicznego ZSRR, 1965-1980 zastępca, a 1980-1987 I zastępca ministra handlu zagranicznego ZSRR. Od 3 marca 1981 do 25 kwietnia 1989 zastępca członka KC KPZR, od 1987 na emeryturze. Deputowany do Rady Najwyższej ZSRR 11 kadencji. Pochowany na Cmentarzu Daniłowskim w Moskwie.